# Vernajoul
 Vernajoul  es una población y comuna francesa, en la región de Mediodía-Pirineos, departamento de Ariège, en el distrito de Foix y cantón de Foix-Rural. La comuna está situada dentro del le Parc Naturel Régional des Pyrénées Ariégeoises.

## Demografía
| 392 | 429 | 516 | 546 | 541 | 574 |
| Para los censos de 1962 a 1999 la población legal corresponde a la población sin duplicidades (Fuente: INSEE [Consultar]) |     |     |     |     |     |